# Крайтон, Чарльз
Чарльз Крайтон (англ. Charles Crichton; 6 августа 1910, Уолласи, Мерсисайд — 14 сентября 1999, Лондон) — британский кинорежиссёр и монтажёр, один из ярких представителей «золотого века» британской комедии. Обладатель 6 наград и 8 номинаций на премии ведущих международных кинофестивалей. Известен своей страстью к курению трубки, ставшей неотъемлемым атрибутом его образа.

## Биография
Чарльз Крайтон родился в 1910 году в городе Уолси на западном побережье Англии. В 22 года закончил Оксфордский университет. В том же году был представлен Золтану Корде, который предложил ему место помощника редактора на своей студии. В течение нескольких лет Крайтон работал под руководством режиссёра и продюсера Александра Корды, принимая участие в создании таких картин, как «Частная жизнь Генриха VIII», «Облик грядущего», «Багдадский вор». В начале 1940-х годов он присоединился к группе режиссёра Альберто Кавальканти, снимавшего на Ealing Studios документальные и пропагандистские фильмы на военную тематику. В 1944 году Крайтону доверили съёмки первой для него ленты в качестве режиссёра — военной драмы «За тех, кто в море» (англ. For Those in Peril). В 1945 году он ставит один из пяти эпизодов киноальманаха, фильма ужасов «Глубокой ночью», который, по мнению критиков, «оказался самым слабым изо всей в целом блестящей картины». Однако следующая работа, криминальная комедия «Шум и крик» (англ. Hue and Cry) стала бесспорным успехом Крайтона как сценариста и как режиссёра. Фильм стал одним из первых в цикле популярных кинокомедий Ealing Studios. Лента 1948 года «Против ветра» (англ. Against the Wind) подобного успеха не достигла. Причина неудачи во многом заключалась в том, что Чарльз Крайтон в роли двуличного злодея снял популярного комика Джека Уорнера; зритель не принял подобной метаморфозы. Кроме того, мрачный реализм и отказ от героического пафоса негативно отразились на кассовых сборах картины в первые послевоенные годы. В этот период он занимается монтажом фильмов других режиссёров. Например, отмечается, что успех комедии «Виски в изобилии» во многом достигнут благодаря редактуре Крайтона.
В 1951 году режиссёр снимает одну из лучших своих картин — «Банда с Лавендер Хилл», завоевавшую несколько высоких наград, а позже занявшую 17 место в списке 100 лучших британских фильмов за 100 лет по версии BFI. По сюжету скромный банковский клерк выкрадывает золотые слитки на миллион фунтов стерлингов и, переплавив их с помощью сообщника в сувенирные «Эйфелевы башни», отправляет на континент. Чарльз Крайтон вспоминал, что Стэнли Холлоуэй и Алек Гиннесс работали вместе великолепно: «их стили совершенно различны, но вместе они составляли идеальный дуэт». Через пару лет выходит ещё одна ставшая популярной комедия «Молния из Титфилда» (англ. The Titfield Thunderbolt), о жителях небольшого посёлка, желающих спасти железнодорожную ветку, соединяющую их с городом. В 1954 году режиссёр доказал, что может великолепно работать не только в комедийном и приключенческом, но и в романтическом жанре: пронзительная драма «Пленённое сердце» (англ. The Divided Heart) о семье разделённой войной также стала одной из творческих вершин Крайтона. До начала 1960-х он снимает с большим или меньшим успехом несколько фильмов, но в 1963 году происходит неожиданное событие. Чарльза Крайтона отстраняют от работы над фильмом «Любитель птиц из Алькатраса» из-за конфликта с продюсером и исполнителем главной роли Бертом Ланкастером. Он концентрируется на съёмках телевизионной продукции: сериалов «Опасный человек», «Мстители» и других.
Почти двадцать лет спустя Metro-Goldwyn-Mayer приглашает Крайтона для постановки авантюрной комедии с элементами чёрного юмора по задумке актёра Джона Клиза. Влиятельные деятели индустрии кино были против приглашения 77-летнего кинематографиста, много лет назад отошедшего от производства, на роль главного режиссёра проекта. Джон Клиз — инициатор идеи, используя свою репутацию и денежное влияние, отстоял незаменимость кандидатуры Крайтона. После заключения контракта Клиз и Крайтон, уехав на юг Франции, за несколько недель подготовили основу сценария, включавшего большое количество комических сюжетных решений. Тем не менее, окончательный вариант сценария создавался ещё почти два года. Выпущенный в 1988 году фильм «Рыбка по имени Ванда» получил 9 наград и 15 номинаций различных кинематографических фестивалей.
Чарльз Крайтон был женат дважды: с 1936 года на Вере Харман-Милс (в браке рождены двое сыновей, союз распался) и с 1962 года на Надин Хэйз. Скончался в Лондоне в 1999 году.

## Избранная фильмография
| Год  |    | Русское название               | Оригинальное название          | Роль                                                 |
| ---- | -- | ------------------------------ | ------------------------------ | ---------------------------------------------------- |
| 1944 | ф  | За тех, кто в море             | For Those in Peril             | режиссёр                                             |
| 1945 | ф  | Глубокой ночью                 | Dead of Night                  | режиссёр эпизода «История о гольфе»                  |
| 1945 | ф  | Жизнь на воде                  | Painted Boats                  | режиссёр                                             |
| 1947 | ф  | Шум и крик                     | Hue and Cryе                   | режиссёр                                             |
| 1948 | ф  | Против ветра                   | Against the Wind               | режиссёр                                             |
| 1948 | ф  | Другой берег                   | Another Shore                  | режиссёр                                             |
| 1949 | ф  | Поезд событий                  | Train of Events                | режиссёр                                             |
| 1951 | ф  | Банда с Лавендер Хилл          | The Lavender Hill Mob          | режиссёр                                             |
| 1952 | ф  | Преследуемый                   | Hunted                         | режиссёр                                             |
| 1953 | ф  | Молния из Титфилда             | The Titfield Thunderbolt       | режиссёр                                             |
| 1954 | ф  | Любовная лотерея               | The Love Lottery               | режиссёр                                             |
| 1954 | ф  | Пленённое сердце               | The Divided Heart              | режиссёр                                             |
| 1957 | ф  | Человек в небе                 | The Man in the Sky             | режиссёр                                             |
| 1958 | ф  | Закон и беспорядок             | Law and Disorder               | режиссёр                                             |
| 1959 | ф  | Битва полов                    | The Battle of the Sexes        | режиссёр                                             |
|      | тф | Мстители                       | The Avengers                   | режиссёр                                             |
| 1962 | ф  | Любитель птиц из Алькатраса    | Birdman of Alcatraz            | режиссёр начального этапа съёмок, в титрах не указан |
| 1964 | ф  | Третий секрет                  | The Third Secret               | режиссёр                                             |
|      | тф | Опасный человек                | Danger Man                     | режиссёр                                             |
| 1965 | ф  | Тот, который управляет тигром  | He Who Rides a Tiger           | режиссёр                                             |
| 1967 | тф | Человек в чемодане             | Man in a Suitcase              | режиссёр                                             |
| 1968 | тф | Странный отчёт                 | Strange Report                 | режиссёр                                             |
| 1972 | тф | Приключения Чёрного Красавчика | The Adventures of Black Beauty | режиссёр                                             |
| 1977 | тф | Профессионалы                  | The Professionals              | режиссёр                                             |
| 1988 | ф  | Рыбка по имени Ванда           | A Fish Called Wanda            | режиссёр                                             |